# イリナ・ボコヴァ
イリナ・ゲオルギエヴァ・ボコヴァ（Ирина Георгиева Бокова / Irina Georgieva Bokova、1952年7月12日 - ）は、ブルガリアの政治家、外交官である。ブルガリア議会の議員を2期務め、外務大臣を経て、駐フランス・ブルガリア大使となった。2009年9月22日、国際連合教育科学文化機関（UNESCO）の事務局長に指名され、2009年10月15日から事務局長に就任する。2017年11月、UNESCO事務局長を退任。

## 来歴
ボコヴァ家はマケドニアからの移民。ブルガリアの政治家でブルガリア共産党機関紙の編集長だったゲオルギ・ボコヴァの娘として生まれる。ユネスコ・スクールであるソフィアの英語学校に進学後、モスクワ国際関係大学を卒業し、1977年にブルガリア外務省に入省。1989年にはメリーランド大学カレッジパーク校に留学。1990年から共産党の解散改称にともないブルガリア社会党員となる。ロシア語、英語、フランス語、スペイン語を話し、ブルガリアのハーバード・クラブの副会長も務める。兄はブルガリア大統領のアドバイザー。ブルガリアテレビのモスクワ特派員だった夫（ブルガリアのスパイ組織DSとも関係があったと言われる）と離婚後、共産党時代の同僚（父親は共産党の大物）と再婚。息子と娘がいる。

## 主な職歴
- 1977年 - 1982年: ブルガリア外務省国連・軍縮課 外交官補、三等書記官
- 1982年 - 1984年: 国際連合ブルガリア人民共和国政府代表部 三等書記官
- 1984年 - 1990年: ブルガリア外務省国連・軍縮課 二等書記官、一等書記官
- 1990年 - 1991年: ブルガリア議会議員
- 1992年 - 1995年: 民間企業勤務[5]
- 1995年: ブルガリア共和国第一外務副大臣（国際連合、欧州安全保障協力機構、欧州連合および北大西洋条約機構担当
- 1996年 - 1997年: ブルガリア共和国外務大臣
- 2005年 - : ブルガリア共和国、駐フランスおよび駐モナコ公国特命全権大使
- 2007年 - : UNESCOブルガリア共和国政府代表部

### UNESCO
2009年9月22日、国際連合教育科学文化機関（UNESCO）の事務局長に選出された。
パリで行われた選挙では、他に9人の候補者がいたが、5回目の投票で最終的にエジプトのファールーク・ホスニー（Farouk Hosny）に対して31対27で勝利し、局長に指名された。選挙前はホスニーの勝利が予想されていたが、彼に対してはノーベル賞受賞者のエリ・ヴィーゼルらから、反イスラエル的であるとの批判があった。しかし、ボコヴァもまたブルガリア人民共和国時代でのブルガリア共産党党員としての経歴から批判されていた。
2009年10月、日本の松浦晃一郎より事務局長の地位を引き継ぎ、4年間の任期を任されることとなる。ボコヴァは東ヨーロッパ出身、女性として初の事務局長となる。
ISILのイラクやシリアでの文化遺産破壊を文化浄化と非難し、Unite4Heritageのキャンペーンを立ち上げる活動などを行う。
ユネスコ事務局長就任中の2015年に「南京大虐殺文書」の世界記憶遺産への登録を認め、また同年北京で行われた中国人民抗日戦争・世界反ファシズム戦争勝利70周年記念式典にも出席していたことから、ユネスコの政治利用と批判を受けた。また、国家間で見解が異なる係争中の資料を非公開で密室審議することへの批判も起きた。2017年5月には中国政府が国策に掲げて北京で行われた一帯一路国際協力サミットフォーラムにも出席した。
2016年に就任する次期国際連合事務総長候補に名乗り出ており、ブルガリア政府から推薦を受けるも落選した。
2017年11月、ユネスコ事務局長を退任。後任には同じく女性のオードレ・アズレが就任した。